# Rhizopus stolonifer
Rhízopus stolónifer (лат.) — вид зигомицетовых грибов, относящийся к роду Ризопус (Rhizopus).

## Описание
Гетероталличный (раздельнополый) вид. Колонии на картофельно-декстрозном агаре (PDA) сначала ватообразные, белые, затем с чёрными спорангиями, с возрастом становятся черновато-коричневыми, быстро разрастающиеся с помощью столонов, в каждом узле прикрепляющихся к субстрату с помощью ризоидов. Ризоиды и столоны от гиалиновых до коричневых.
Спорангиеносцы до 25 (34) мкм толщиной, до 2000 (3500) мкм длиной, асептированные, светло-коричневые, неразветвлённые, расположены в узлах супротив ризоидов в пучках по 3—5. Спорангии 100—200 (350) мкм в диаметре, шаровидные или полушаровидные, белые, затем чернеющие. Коронки почти шаровидные или сплюснутые, светло-коричневато-серые, воротничок слабо развит или отсутствует. Спорангиоспоры (5) 8—20 (26) мкм длиной, неравные, неправильной формы, угловатые, шаровидные или яйцевидные, коричнево-чёрные.
Зигоспоры яйцевидные или шаровидные, 160—220 мкм в диаметре, коричнево-чёрные, бородавчатые. Копулирующие отроги (суспензоры) 62—118 мкм шириной, обычно неравные, зернистые.
Хламидоспоры не образуются, азигоспоры могут образовываться.

## Экология
Встречается на почве и на различных гниющих растительных остатках, в ризосфере, на подстилке.
Вызывает гниль джекфрута, клубники, батата, персика, хлопчатника.

## Синонимы
- Ascophora agaricina (Wallr.) Rabenh., 1844
- Ascophora mucedo Tode, 1790
- Ascophora vulgaris Gray, 1821
- Mucor agaricinus (Wallr.) Berl. & De Toni, 1888
- Mucor artocarpi Berk. & Broome, 1873
- Mucor ascophorus Link, 1824
- Mucor mucedo (Tode) Pers., 1801, nom. illeg.
- Mucor roridus Willd., 1788
- Mucor stolonifer Ehrenb., 1818 : Fr., 1821basionym
- Pilophora agaricina Wallr., 1833
- Pilophora rorida Wallr., 1833
- Rhizopus artocarpi (Berk. & Broome) Boedijn, 1959, nom. illeg.
- Rhizopus nigricans Ehrenb., 1820